# Henri Wernli
Henri Wernli (3. června 1898 Bern – 1961) byl švýcarský zápasník. V roce 1924 vybojoval na olympijských hrách v Paříži stříbrnou medaili v těžké váze a v roce 1928 na hrách v Amsterdamu páté místo ve stejné kategorii.